# Мартин, Дамир
Дамир Мартин (хорв. Damir Martin; род. 14 июля 1988, Вуковар) — хорватский гребец (академическая гребля), двукратный серебряный призёр летних Олимпийских игр 2012 и 2016 года, бронзовый призёр Олимпийских игр 2020 года. Двукратный чемпион мира 2010 и 2013 годов в четвёрке парной, и бронзовый призёр 2011 года. Занимается греблей с 12 лет, после того, как семья переехала в Загреб. С 17 лет начал выступать за сборную Хорватии.
В финале заплыва одиночек на Олимпийских играх 2016 года после 6 с лишним минут гребли уступил золото Махе Драйсдейлу только в результате фотофиниша.